# Édouard Jannettaz
Pierre Michel Edouard Jannettaz, né le 5 mai 1832 à Paris et mort le 20 mai 1899 est un minéralogiste et géologue français.

## Biographie
Édouard Jannetaz est licencié ès sciences naturelles en 1859, docteur ès sciences physiques en 1873, agrégé de l'université.
En 1859/1860, il est aide naturaliste de minéralogie au muséum d’histoire naturelle et professeur au collège Rollin en 1863. 
Édouard Jannetaz est suppléant du professeur Delafosse, au muséum national d'histoire naturelle, en 1874; répétiteur à l'école pratique des hautes études; directeur-adjoint du laboratoire d'enseignement de la minéralogie à la faculté des sciences de Paris en 1876; maître de conférences à la faculté des sciences en 1878. Il reste en même temps aide de minéralogie au Muséum.

### Vie privée
Le 20 août 1863, il épouse Pauline Marie Blondel (°1842-†1932), à Paris 5e, et eurent ensemble un fils Paul Michel Emmanuel Janettaz (°1864-†1917), ingénieur des Arts et Manufactures.

## Œuvres et publications
- Eléments de géologie, Paris, Philippart, 1861.
- Sur la propagation de la chaleur dans les corps cristallisés, thèse, Paris, Gauthier-Villars, 1873, lire en ligne sur Gallica.
- Les roches : description de leurs éléments : méthode de détermination : guide pratique à l'usage des ingénieurs, géologues, minéralogistes, agronomes, des elèves des écoles du gouvernement, Paris, J. Rothschild, 1874 (lire en ligne).

### en collaboration
- avec Émile Vanderheym, Eugène Fontenay, Amédée Coutance, Diamant et pierres précieuses, cristallographie, descriptions, emplois, évaluation, commerce, bijoux, joyaux, orfèvreries, au point de vue de leur histoire et de leur travail, Paris, J. Rothschild, 1881, 580 p., lire en ligne sur Gallica.

## Distinctions et reconnaissance

### Décorations françaises
- Chevalier de la Légion d'honneur en 1885[6].

## Sociétés savantes et autres organismes
- Société Géologique de France, président en 1875.
- Société française de minéralogie, vice-président en 1886, trésorier en 1893.
- Société chimique de Paris en 1869.
- Société de minéralogie de Saint-Petersbourg.
- Société des curieux de la nature de Moscou.
- Académie des sciences de New-York.
- Académie des sciences de Philadelphie.
- Conseil départemental de l'instruction publique de la Seine[7].